# Virgilio Viéitez
Virxilio Viéitez Bértolo (Soutelo de Montes, 1930 - 2008) fue un fotógrafo español.

## Biografía
Nació en Soutelo de Montes en el municipio pontevedrés de Soutelo de Montes el 23 de octubre de 1930. Comenzó a trabajar en la construcción con dieciséis años y emigró a Cataluña para ejercer similar trabajo. En Palamós conoció a Julio Pallí que le enseñó el oficio de la fotografía.
Comenzó a trabajar de fotógrafo en la Costa Brava haciendo retratos a los turistas, en 1955 regresó  a Galicia y poco después abrió un estudio fotográfico en su pueblo natal, de ese modo tuvo ocasión de retratar a muchas generaciones de vecinos de la Tierra de Montes de forma casi anónima.
Sus fotografías son retratos de personas y grupos en actos sociales como comuniones, velatorios o bautizos, pero también en actividades cotidianas, con relación a su técnica la mayoría de sus fotos son en blanco y negro aunque en los años setenta realizó alguna en color.
Abandonó la actividad fotográfica en los años ochenta, pero en los noventa su obra fue revalorizada protagonizando la representación de la fotografía gallega en la VIII edición de la Fotobienal de Vigo en 1998 y después en el Museo de Arte Contemporánea MARCO, en la Sala de Exposiciones Caixanova de Vigo, en la exposición "150 años de fotografía en España" seleccionada por Publio López Mondéjar que estuvo en La Coruña y Orense, en la muestra Al gust de Cartier-Bresson en Barcelona, en Ámsterdam y en Nueva York.
Falleció en la misma villa en que nació el 15 de julio de 2008.